# HMS Hero (1759)
La HMS Hero, fu una nave di linea di terza classe della Royal Navy progettata da Thomas Slade varata il 28 marzo 1759 nel porto di Plymouth. La HMS Hero è l'unica nave ad essere stata costruita con il suo progetto.
Venne trasformata in una prigione nel 1793 e fu successivamente affondata nel 1810.